# Kult předků
Kult předků (neboli manismus) je forma náboženství, jejímž základem je uctívání zemřelých předků. Kult předků se objevuje u mnoha společenství, která věří v posmrtný život. Tito lidé také často věří, že jejich zemřelí příbuzní mohou do jejich života zasahovat. Chtějí si je naklonit a přimět je, aby nezasahovali do jejich života negativním způsobem. Začnou jim proto prokazovat různými způsoby úctu (přinášením obětin apod.), čímž kult předků vzniká.
Uctívání předků se nemusí vztahovat jen na přímé příbuzné, ale může se týkat i zemřelých daného kmene. Zvláštní úcta bývá prokazována zemřelým, kteří se za svého života těšili výsadnímu nebo důležitějšímu postavení než většina jiných členů daného společenství.
Ve většině tradičních afrických náboženství – jako je juju, jorubské náboženství, bwiti – je kult předků přítomen a silně akcentován. Často jde v Africe o uctívání předků v rodové linii, například v sererském náboženství, jindy jde o uctívání předků-hrdinů (zakladatelů klanu či kmene), například v náboženství badimo, případně může jít o kult královských předků, například v náboženství vodun.

## Vietnam

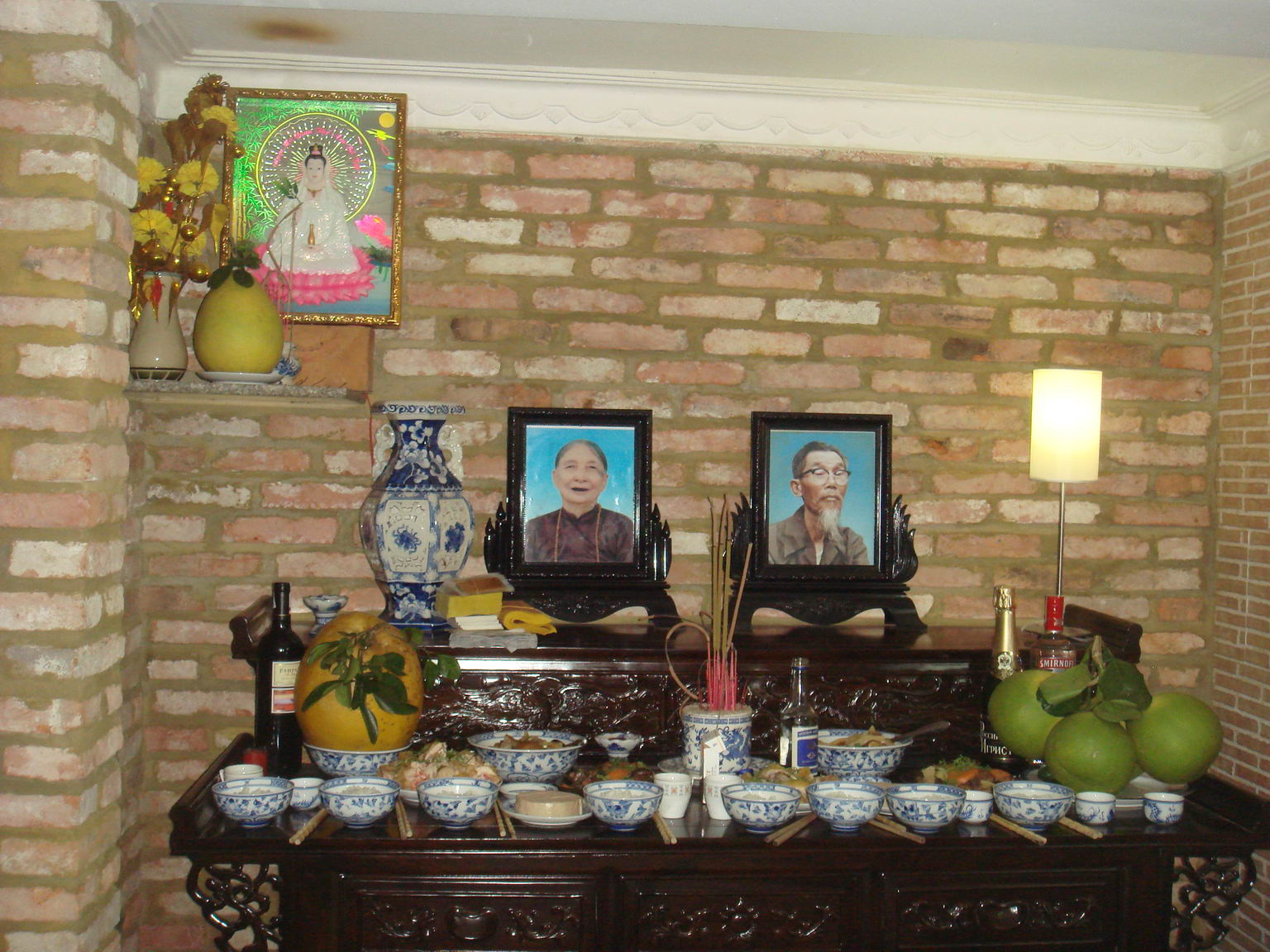
Oltář předků ve Vietnamu. Je vidět i menší buddhistický oltář vlevo nahoře.

Uctívání předků je velmi rozšířené ve Vietnamu - je to jedna z tradic, která spojuje celou zemi. Vietnamci nezávisle na náboženství (katolíci, buddhisté i další) mají obvykle v domácnosti oltář zemřelých předků. Ve Vietnamu není obvyklé oslavovat narozeniny, ale celá rodina oslavuje výročí úmrtí; jde o velkou rodinnou slavnost.

## Teorie manismu
Předpísemní lidé běžně věřili v posmrtný život. Věřili také, že jejich zemřelí předci mohou jejich život podle libosti ovlivňovat a měnit. Aby zabránili jejich negativním vlivům, začali jim přinášet oběti a dary. Pomocí rituálů si zajišťovali jejich přízeň. Tak došlo k postupnému zbožštění zemřelých a vzniku náboženství.
Někteří badatelé z konce 19. století v čele s Herbertem Spencerem považovali manismus za prvotní stupeň náboženství.